# Finlandizace

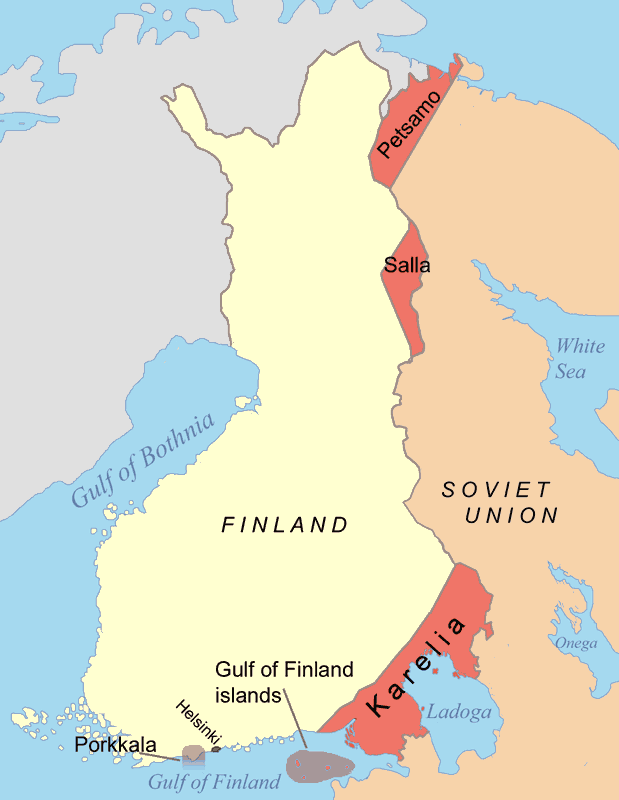
Mapka Finska s vyznačením území, které země musela v roce 1944 postoupit Sovětskému svazu.

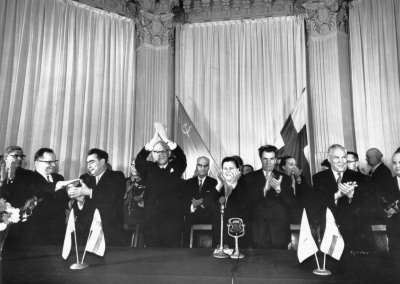
Urho Kekkonen a Leonid Brežněv v roce 1960 během Kekkonenovy státní návštěvy v Sovětském svazu.

Finlandizace (finsky: suomettuminen) je proces, při němž silná země nutí menší sousední zemi, aby se zdržela odporu proti její zahraniční politice, přičemž jí umožňuje zachovat si formální nezávislost a vlastní politický systém (byť pod silným vlivem sousední země). Tento termín doslova znamená „stát se jako Finsko“ a odkazuje na vliv Sovětského svazu na finskou politiku během studené války jako důsledek zimní války (1939–1940), kdy bylo Finsko donuceno postoupit SSSR části svého území. Ve Finsku byla tato politika balancování za studené války nazývána Paasikiviho–Kekkonenova linie.
Termín je často považován za pejorativní. Původně vznikl v politických debatách západoněmeckých politických kruhů v 60. a 70. letech 20. století. V Západním Německu a dalších zemích NATO označoval rozhodnutí země nevyzývat silnějšího souseda v zahraniční politice při souběžném zachování národní suverenity. Kromě označení konkrétního vztahu finské politiky vůči Sovětskému svazu během studené války může finlandizace označovat i jiné podobné situace, jako například postoj Dánska k Německému císařství (v době 1871–1940) nebo politiku švýcarské vlády vůči nacistickému Německu (do konce druhé světové války).

## Cesta k finlandizaci
Finská vláda obdržela od Sovětského svazu (prostřednictvím Stockholmu) první předběžné mírové podmínky 31. ledna 1940. Sověti vznesli větší nároky než před začátkem války. Požadavky spočívaly v tom, aby Finsko postoupilo Karelskou šíji, včetně města Viipuri, a finského pobřeží Ladožského jezera. Poloostrov Hanko měl být Sovětskému svazu pronajat na 30 let. Finsko požadavky odmítlo a zesílilo své prosby o vojenskou podporu pravidelnými vojsky adresované Švédsku, Francii a Spojenému království. Zprávy z fronty stále dávaly Finsku naději a očekávaly intervenci Společnosti národů. Pozitivní signály, byť nestálé, z Francie a Británie a realističtější očekávání vojsk ze Švédska, na která se připravovalo a připravovalo již po celá 30. léta 20. století, byly dalšími důvody, proč se Finsko nehrnulo do mírových jednání.
V únoru 1940 vyjádřil finský vrchní velitel, maršál Carl Gustaf Emil Mannerheim, pesimismus ohledně vojenské situace, což vedlo vládu k zahájení mírových rozhovorů 29. února, ve stejný den, kdy Rudá armáda zahájila útok na Viipuri (nyní Vyborg).
Josif Stalin podepsal 13. března 1940 Moskevský mír. Po porážce Francie nacisty (bitva o Francii probíhala 10. května – 25. června 1940) však začal Stalin připravovat nové tažení proti Finsku, které se nekonalo jen kvůli německému útoku na SSSR (Operace Barbarossa začala 22. června 1941).
Zimní válka mezi Finskem a SSSR byla ukončena poté, co Francie a Británie vyjádřily ochotu vstoupit do války na straně Finska. Édouard Daladier oznámil dne 2. března 1940 připravenost vyslat do Finska 50 tisíc francouzských vojáků a 100 bombardérů do války proti SSSR a britská vláda přislíbila 50 britských bojových letadel s posádkami.[zdroj?]

## Po Pařížské smlouvě
Po ukončení druhé světové války přišlo Finsko v roce 1947 dle Pařížské smlouvy o Karelskou šíji, severní a západní břeh Ladožského jezera a muselo pronajmout SSSR vojenskou základnu Porkkala nedaleko Helsinek. Finsko muselo platit vysoké reparace (300 000 000 $) a muselo omezit svou armádu. Dle československého vzoru uzavřelo Smlouvu o přátelství, spolupráci a vzájemné pomoci, na jejímž začátku stála věta o „touze Finska zůstat mimo konfliktní zájmy velmocí“.
Zásadní bylo jednání Juho Kusti Paasikiviho, který dokázal se Stalinem vyjednat pro Finsko přijatelnou smlouvu. Pro finlandizaci se používá také název Paasikiviho doktrína. Úkolem finlandizace mělo být zamezení útoku jak ze strany SSSR, tak Německa a získání pozice rovnocenného partnera Finska k SSSR – nestát se satelitem.
Důsledkem finsko-sovětské dohody bylo vyloučení Finska z účasti na mezinárodních organizacích zaměřených proti SSSR – včetně Marshallova plánu, především pak NATO. Vztahy se proměňovaly v důsledku mezinárodního vývoje – závisely hlavně na postavení SSSR a jeho vůdců na mezinárodní scéně. Nutno dodat, že finští prezidenti byli silnými osobnostmi.

## Projev v politických postojích
Úzkostlivá snaha o neutralitu vedla například k tomu, že Finsko nenavázalo diplomatické styky se státy, které byly rozděleny na sféry vlivu Západu a Sovětského svazu: Koreu, Německo a Vietnam. Finsko mělo v těchto zemích pouze obchodní zastoupení.
V mnoha otázkách se zase Finsko přímo podřizovalo Sovětskému svazu. V Severské radě mělo například z počátku pouze status pozorovatele a před připojením k volnému trhu si nejdříve finský prezident Urho Kekkonen vyjednal souhlas Nikity Chruščova.
V jiných otázkách naopak vedlo politiku aktivní neutrality. V Helsinkách byla v roce 1972 zahájena jednání Konference o bezpečnosti a spolupráci v Evropě a byl zde 1. srpna 1975 podepsán i Závěrečný akt Konference o bezpečnosti a spolupráci v Evropě.

## Proč Finsko (a ne Československo)?
Stalin nechtěl provokovat – mohlo by to vést k přimknutí Švédska k Západu. V Československu byla silná pozice komunistů i díky silné osobnosti Gottwalda[zdroj⁠?!]. Ve Finsku byli po občanské válce komunisté zkompromitováni – navíc před válkou i po ní byla ve Finsku silná nekomunistická sociální demokracie. Zatímco v Československu je pro Středovýchodní Evropu netypická tradice rusofilství[zdroj⁠?!] a po válce byli především Rusové vnímání jako osvoboditelé.
Dalším prvkem jsou ekonomické důvody – Československo bylo nutné silně připoutat pro uranové zásoby. Finsko zůstalo nezávislé také kvůli nutnosti zachovat ekonomiku funkční, aby docházelo k řádnému splácení reparací[zdroj⁠?!]. Československo také mělo důležitou polohu u železné opony na hranici se Spolkovou republikou Německo[zdroj⁠?!]. Stratégové Varšavské smlouvy tuto hranici považovali za bojiště budoucí třetí světové války[zdroj⁠?!]. Finsko oproti tomu leží na okraji Evropy. Dalšími vlivy byly panslovanské sympatie rozšířené v Československu zvláště po osvobození většiny území Rudou armádou od německé okupace. Finové se ale necítili být příbuzní s Rusy a Rudou armádu viděli jako nepřítele a ne osvoboditele.

## Konec finlandizace
Po rozpadu Sovětského svazu v roce 1991 a konci studené války byla Finsko-sovětská smlouva z roku 1948 nahrazena novou bilaterální smlouvou mezi Finskem a Ruskou federací na rovnocennějším základě. Tato smlouva ukončila Paasikiviho-Kekkonenovu doktrínu. Finsko následně vstoupilo do Evropské unie v roce 1995 a přijalo společnou zahraniční a bezpečnostní politiku.
Od vstupu do programu Partnerství pro mír NATO (PfP) v roce 1994 a připojení k Euroatlantické radě partnerství (EAPC) se spolupráce s NATO rozšiřovala, včetně účasti na vojenských cvičeních a v misích NATO na Balkáně, v Afghánistánu a v Iráku. Navzdory těmto změnám zůstalo Finsko dlouhou dobu vojensky nezapojené a snažilo se udržet dobré vztahy s Ruskem.

## Po invazi Ruska na Ukrajinu
Ke konci února 2022, po začátku invaze armády Ruské federace na Ukrajinu, se ve finské společnosti rychle změnil názor na možnost členství země v NATO; sílící konflikt vyvolal v zemi nárůst podpory vstupu u obyvatelstva z 53 % ve dvou týdnech na 63 %, ve stejné době podíl odpůrců klesl z 28 % na 18 % (z 11. března 2022 na webu Yle.fi). Do října 2022 vzrostla podpora vstupu na 81 % a podíl odpůrců klesl na pouhých 8 %.
Země má v rámci své letité neutrality silnou armádu, čítající také protiminovou lodní flotilu. Oproti západním krajinám zde platí povinná vojenská služba s dobrovolnou službou žen. Odhady říkají, že tato 5milionová země může v případě vojenského konfliktu povolat až jeden milion svých občanů.
Bývalý tajemník NATO Anders Rasmussen uvedl, že příležitost vstupu může vymizet, jakmile přestane být Putin zaměstnán invazí na Ukrajině. Členský stát aliance Kanada se vyjádřila, že je země vítána, že platí zásada otevřených dveří. Finský prezident Sauli Niinistö byl po mnohých setkáních s Vladimírem Putinem prozatím považován za znalce jeho chování a dále situaci projednával v parlamentu.
Žádost o členství v NATO Finsko formálně podalo 18. května. Poté, co přistoupení ratifikovalo Turecko jako poslední ze 30 stávajících členů NATO, se Finsko dne 4. dubna 2023 stalo 31. členem NATO.
Označení „konec finlandizace“ je používáno jak pro měnící se okolnosti vyplývající z konce studené války, tak pro rozhodnutí Finska vstoupit do NATO.